# Francesco Pentimalli
Francesco Pentimalli (Palmi, 28 novembre 1885 – Roma, 26 aprile 1958) è stato un patologo e politico italiano.

## Biografia
Francesco Pentimalli si laureò a Napoli nel 1911 dove fu subito assistente in patologia generale. Negli anni seguenti andò in Germania, precisamente a Friburgo, per ulteriori studi. Lì ebbe modo di seguire il patologo Karl Aschoff oltre a compiere studi di farmacologia. Tornò a Napoli dove fece ricerche e insegnò negli anni successivi alla prima guerra mondiale. Nel 1923 partecipò a Strasburgo a un Congresso internazionale sul cancro, portando una relazione sul sarcoma dei polli. Nel 1927 vinse un premio della Accademia Nazionale dei Lincei e l'anno seguente fu professore a Cagliari. Dopo il capoluogo sardo ebbe le cattedre di Perugia e Firenze.
Nel 1933 venne eletto membro del Consiglio superiore dell'educazione nazionale mentre nel 1934 divenne deputato. Nello stesso anno divenne il direttore dell'istituto di ricovero e cura dei tumori, primo polo del genere in Europa, da lui fondato su ispirazione della Regina Elena di Montenegro e col sostegno della Lega Italiana per la Lotta contro i Tumori. L'istituto nel 1938 fu intitolato alla Regina Elena che tanto aveva contribuito alla sua nascita, pur se ancora vivente. Massone, fu iniziato nella Loggia I figli di Garibaldi di Napoli il 14 maggio 1909 e divenne Maestro massone il 25 gennaio 1911

## Onorificenze
A Francesco Pentimalli sono stati intitolati l'Ospedale civile di Palmi, una piazza del centro storico di Palmi, una scuola a Gioia Tauro e una via a Roma e Rizziconi.